# Alwyn Williams (géologue)
Alwyn Williams (8 juin 1921 - 4 avril 2004) est un géologue gallois, qui est directeur de l'Université de Glasgow de 1976 à 1988 et président de la Royal Society of Edinburgh de 1985 à 1988.

## Jeunesse
Williams est né à Aberdare  une ville industrielle de Rhondda Cynon Taf, dans le sud du Pays de Galles, et fréquente la Aberdare Boys' Grammar School. Il est un sportif passionné dans sa jeunesse, participant à l'athlétisme et au rugby, et a l'ambition de rejoindre la Fleet Air Arm de la Royal Navy bien que celles-ci aient été contrecarrées par un épisode de tuberculose en 1939, qui l'a confiné pendant un le temps d'un sanatorium . Il obtient une bourse pour étudier à l'University College of Wales, Aberystwyth, où il obtient une première en géologie en 1939, et un doctorat, étudiant les roches ordoviciennes galloises et décrivant de nouvelles espèces de brachiopodes. Pendant son séjour à Aberystwyth, il est à la fois président du Conseil représentatif des étudiants de l'institution et vice-président national de l'Union nationale des étudiants ,. En 1948, il est nommé maître de conférences en géologie à l'Université de Glasgow, mais reporte sa prise de fonction pour terminer une bourse Harkness de deux ans à la Smithsonian Institution, Washington, DC, travaillant sous la direction de l'expert en brachiopodes G. Arthur Cooper ,.

## Carrière académique
Williams prend son poste de maître de conférences en géologie à l'Université de Glasgow en 1950, mais n'y reste que quatre ans, passant en 1954 à la chaire de géologie de l'Université Queen's de Belfast. Pendant son séjour à Belfast, il est doyen des sciences et secrétaire du conseil académique, et à partir de 1967, pro-vice-principal. Il quitte Belfast en 1974 pour succéder à Fred Shotton en tant que professeur Lapworth de géologie et chef de département à l'Université de Birmingham, et deux ans plus tard, il retourne à Glasgow en tant que directeur de l'université ,.
Pendant son séjour à Belfast, Williams commence à concentrer ses recherches sur les brachiopodes, introduisant de nouvelles techniques pour étudier l'espèce, en particulier la microscopie électronique à transmission et à balayage. À cette époque, il commence également à travailler sur les volumes sur les brachiopodes du Traité de paléontologie des invertébrés et, lors du Congrès international des brachiopodes de 1990, il accepte de coordonner une révision complète de ces volumes . Alors qu'il est directeur à Glasgow, il commence à étendre ses recherches sur les relations entre les tissus mous et les coquilles dures des brachiopodes dans la nouvelle unité de paléobiologie.
Williams est nommé directeur de l'Université de Glasgow en 1976, succédant à Sir Charles Wilson. Il introduit de nouvelles pratiques d'enseignement à l'Université, en utilisant la technologie moderne, et crée ce qui est maintenant l'un des principaux départements d'informatique au Royaume-Uni  et est crédité d'avoir amélioré la rigueur de recherche de l'institution . Malgré sa lourde charge de tâches administratives en tant que principal, Williams poursuit ses recherches, publiant vingt articles avec comité de lecture et obtenant trois subventions du NERC . Il est fait chevalier en 1983. Après avoir pris sa retraite en tant que directeur en 1988, il crée une unité de paléobiologie pour soutenir ses propres recherches.
Sir Alwyn est président de la Royal Society of Edinburgh de 1985 à 1988. Bien que son mandat n'ait duré que trois ans, il effectue l'achat des locaux emblématiques de la Société à George Street et renforce les liens avec la Royal Society de Londres et l'Académie royale d'Irlande, Williams étant également membre des deux organisations.

## Vie privée
Williams épouse Joan Bevan en 1949, avec qui il a un fils et une fille. Le couple s'est rencontré pendant ses études à Aberystwyth et s'est marié au Canada . La famille vit à Pollokshields au sud de Glasgow. En plus de ses postes universitaires et administratifs, Williams a un vif intérêt pour les arts et est président du Comité des musées et galeries nationaux en Écosse entre 1979 et 1981. Pendant ce temps, il réalise un rapport sur le Musée national des antiquités, qui conduit à la création du Musée d'Écosse .